# مجلس مجيدو الإقليمي
مجلس مجيدو الإقليمي (بالعبرية: מועצה אזורית מגידו موعتصاه أزوريت مغيدو) هو مجلس إقليمي تقع نفوذ أراضيه في مرتفعات المنشية وأجزاء من مرج ابن عامر بمساحة 170,000 دونم في شمالي إسرائيل. يحده من الشمال مدينة يوكنعام عيليت، ومن الجنوب وادي عارة، ومن الشرق مرج ابن عامر وجبال فقوعة، ومن الغرب سلسلة جبال الكرمل. يتبع للمجلس 13 تجمعًا سكانيًا منها تسعة كيبوتسات وثلاثة موشافات وموشافاه واحد، بإجمالي عدد سكان 11,600 نسمة حسب إحصائيات عام 2016. تمت تسمية المجلس على اسم مدينة مجيدو القديمة، حيث تقع آثارها بالقرب من كيبوتس مجيدو، أحد كيبوتسات المجلس. رئيس مجلس مجيدو الإقليمي الحالي هو إيتسيك حولبسكي منذ ديسمبر 2013.

## تاريخ
كانت المنطقة معروفة في ثلاثينيات القرن الماضي بين عامة الناس باسم منطقة إفرايم. ولكن في عام 1944، عندما اجتمع ممثلو المجتمعات المحلية من أجل إنشاء مجلس، كان هناك بالفعل رأي بأن الاسم كان خطأ لأن سبط أفرايم التوراتي لم يستقر في تلك المنطقة على الإطلاق. ونتيجةً لذلك، أنشأ المشاركون لجنةً لاختيار اسم للمكان. ومع ذلك أطلقوا على المجلس اسم جبال إفرايم حتى عام 1952 حين تم تغيير الاسم إلى مجيدو، وتمت الموافقة عليه رسميًا في عام 1954.
أقدم تجمعًا سكانيًا تابعًا للمجلس هو كيبوتس مشمار هعيمق، حيث تأسس في عام 1926. في حين أحدث تجمعًا سكانيًا تابعًا للمجلس هو موشاف مدراخ عوز، حيث تأسس في عام 1952.

## التجمعات السكانية

### كيبوتسات
| - داليا - عين هشوفيط - غلعاد | - غفعات عوز - هزورع - مجيدو | - مشمار هعيمق - رمات هشوفيط - رموت منشة |

### موشافات
- عين هعيمق (موشاف)
- إلياكيم (موشاف)
- مدراخ عوز (موشاف)
- يوكنعام (موشافاه)